# Jimmy Vicaut

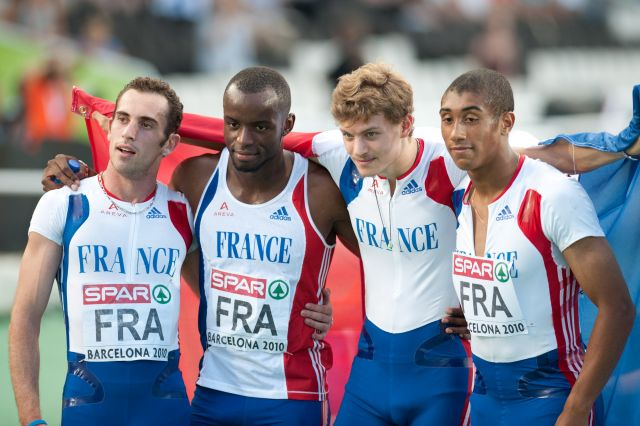
Europees kampioen op de 4 × 100 m in 2010: Pierre-Alexis Pessonneaux, Martial Mbandjock, Christophe Lemaitre and Jimmy Vicaut.

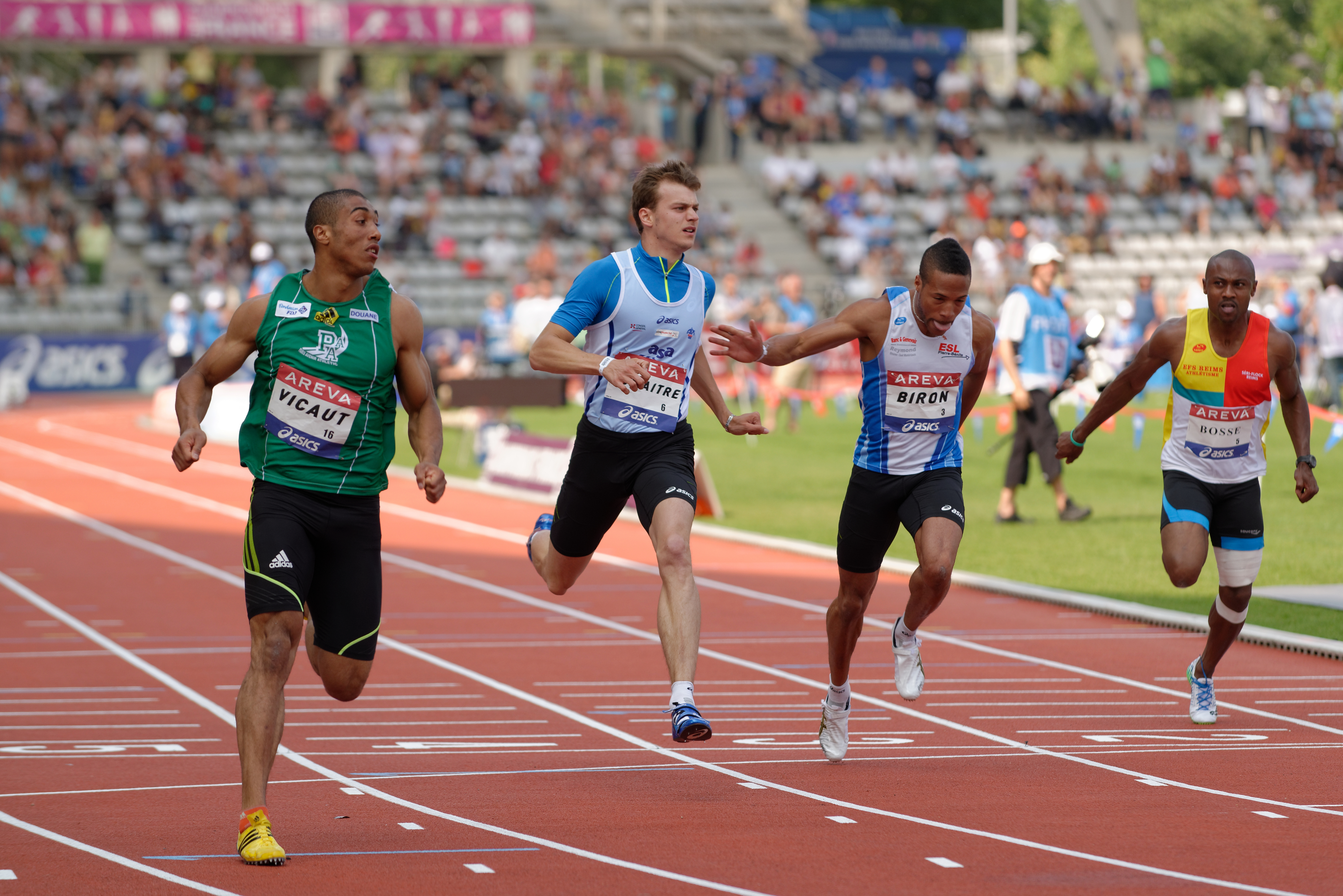
Jimmy Vicaut (links) wint de 100 m tijdens de Franse kampioenschappen van 2013 in 9,95 s.

Jimmy Vicaut (Parijs, 27 februari 1992) is een Franse sprinter. Hij werd in 2013 Europees indoorkampioen op de 60 m en liep in dat jaar tijdens de Franse kampioenschappen ook de 100 m in 9,95 s. Hiermee was hij de derde Franse sprinter die de barrière van tien seconden doorbrak.

## Biografie

### Jeugd
Vicaut, kind van een Franse vader en een Ivoriaanse moeder, begon op tienjarige leeftijd met atletiek en legde zich al vrij snel toe op de sprint. In 2007, op vijftienjarige leeftijd, liep hij de 100 m in 11,67. Een jaar later had hij daar al bijna een seconde vanaf gehaald door 10,75 als snelste tijd voor zich te laten noteren en werd hij tweede bij de Franse jeugdkampioenschappen. In 2009 nam hij voor het eerst deel aan een internationaal titeltoernooi: op de wereldkampioenschappen voor junioren tot achttien jaar (U18) in het Italiaanse Brixen kwam hij in de finale van de 100 m tot een zevende plaats in 10,89.

### Brons op WJK + goud op EK
In de aanloop naar de WK voor junioren van 2010 in het Canadese Moncton had Vicaut zich op de 100 m op 3 juli verder verbeterd tot 10,16, wat hem prompt tot kanshebber maakte voor eremetaal op dit toernooi. Die verwachting maakte hij waar. Achter de Jamaicaan Dexter Lee (eerste in 10,21) en de Amerikaan Charles Silmon (tweede in 10,23) veroverde Jimmy Vicaut de bronzen medaille in 10,28. Vervolgens werd hij ook uitgezonden naar de Europese kampioenschappen in Barcelona, waar hij op de 4 × 100 m estafette samen met Christophe Lemaitre, Pierre-Alexis Pessonneaux en Martial Mbandjock naar zijn eerste internationale titel snelde in de beste Europese prestatie van het seizoen, 38,11.

### WK 2011
Vicaut bereikte op de wereldkampioenschappen van 2011 in Daegu de finale op de 100 m. Hij was toen negentien jaar oud en de op een na jongste deelnemer ooit die dit op een WK presteerde. Slechts de Trinidadiaan Darrel Brown was nog jonger, toen die tijdens de WK van 2003 op de 100 m het zilver veroverde. In de door de Jamaicaan Yohan Blake in 9,92 gewonnen finale in Daegu werd de jonge Fransman zesde in 10,27. Vervolgens werd hij tijdens diezelfde WK vice-kampioen op de 4 × 100 m estafette. Het Franse team, naast Vicaut bestaande uit Teddy Tinmar, Christophe Lemaitre en Yannick Lesourd, eindigde op eerbiedige afstand van winnaar Jamaica, met onder meer Usain Bolt in de gelederen, als tweede in 38,20.

### Medailles op EK, vierde op OS
In 2012 was Vicaut aanvankelijk van plan om het indoorseizoen aan zich voorbij te laten gaan, maar in februari liet hij zich toch overhalen om aan te treden bij een wedstrijd in Düsseldorf. Hier verbeterde hij zijn persoonlijk beste tijd op de 60 m tot 6,53. Die tijd was slechts 0,08 seconde verwijderd van het nationale record van Ronald Pognon van 6,45 uit 2005. Een spierblessure sloot verdere aspiraties op indoorgebied echter uit en pas in mei vertoonde Vicaut zich weer aan de start van een internationale sprintwedstrijd: tijdens de Qatar Athletic Super Grand Prix liep hij de 100 m in 10,28. Vervolgens werd hij bij de Franse kampioenschappen op de 100 m in 10,05 tweede achter Christophe Lemaitre, die in 9,94 won, maar in die finale had de wind (+2,6 m/s) te stevig meegeblazen. Op de 200 m bleef de rugwind wel binnen de perken en daarop werd Vicaut derde in 20,58.
Tweede op de 100 m achter Lemaitre werd Vicaut ook in Helsinki, maar in dit geval ging het om de Europese titel, dus in de Finse hoofdstad sloeg Frankrijk op dit onderdeel een dubbelslag. Voor Jimmy Vicaut was het diens eerste individuele plak op een EK. Aan de 4 × 100 m estafette hield hij bovendien een bronzen medaille over, ook al deed hij zelf alleen mee aan de series. Hamstringklachten hielden hem daarna uit voorzorg aan de kant, teneinde de boel zo vlak voor de Olympische Spelen niet zwaarder te belasten dan nodig was.
In Londen kwam Vicaut op de 100 m, ondanks dat hij met 10,11 sneller was dan op de EK in Helsinki, niet door zijn halve finale heen. Op de 4 × 100 m estafette eindigden Jimmy Vicaut, Christophe Lemaitre, Pierre-Alexis Pessonneaux en Ronald Pognon in 38,16 net buiten het podium, dat werd bezet door de teams van de Jamaica (goud in 36,84), Verenigde Staten (zilver in 37,04) en Trinidad en Tobago (brons in 38,12. Aan het eind van het seizoen, tijdens de Athletissima in Lausanne, kwam Vicaut op de 100 m ten slotte tot zijn beste jaarprestatie van 10,02 (-0,1 m/s).

### Europees indoorkampioen
In 2013 startte Vicaut sterk door, nadat hij bij eerdere wedstrijden reeds enkele malen zijn PR van 6,53 op de 60 m had geëvenaard, dit opnieuw te doen tijdens de Franse indoorkampioenschappen en daarmee zijn eerste Franse seniorentitel te veroveren. Dat hij goed in vorm was bleek vervolgens ook op de Europese indoorkampioenschappen in Göteborg, waar hij op de 60 m in 6,48 het goud veroverde, al kwam de Brit James Dasaolu met eveneens 6,48 heel dichtbij. Het was de beste wereldjaarprestatie en bovendien was Jimmy Vicaut hiermee de eerste Fransman die op deze afstand een Europese titel veroverde.
Bij de Franse baankampioenschappen, op 13 juli 2013 in Parijs, slaagde Jimmy Vicaut erin om in zijn 100 meterserie voor het eerst in zijn loopbaan als derde Fransman ooit de tien secondengrens te doorbreken door 9,95 te laten noteren. Later, in de finale, herhaalde hij dit huzarenstukje en met opnieuw 9,95 veroverde hij zijn eerst nationale sprinttitel in de buitenlucht.
Tegen de achtergrond van zijn eerdere prestaties dat jaar verliepen de WK in Moskou teleurstellend voor Vicaut. Op de 100 m strandde hij met 10,01 in de halve finale, net als op de 200 m in 20,51, terwijl de Franse estafetteploeg op de 4 × 100 m met Vicaut in de gelederen de series niet overleefde.

### Blessure
In 2014 slaagde Vicaut erin om al vroeg in het seizoen, op 18 mei, bij een wedstrijd in Aix-les-Bains zijn PR van 9,95 te evenaren. Enkele weken later, tijdens de Prefontaine Classic in Eugene, kwam hij zelfs tot 9,89, maar bij die gelegenheid was er sprake van te veel rugwind (+2,7 m/s). Een maand later, tijdens de Europacup voor landenteams in Braunschweig, liep hij echter een blessure op die hem enkele maanden later, tijdens de EK in Zürich nog dusdanig hinderde dat hij, na op de 100 m zijn serie gewonnen te hebben, moest opgeven. Als gevolg daarvan kwam hij in dat jaar verder niet meer in actie.

### Europees record
Het jaar 2015 werd ingezet met een onverwachte meevaller: als gevolg van de geconstateerde overtreding van het dopingreglement door de Amerikaan Tyson Gay en de hieruit voortkomende schorsing plus diskwalificatie van al diens prestaties vanaf 15 juli 2012, had het IOC het Amerikaanse USOC in mei opgedragen om de zilveren medailles die de Amerikaanse ploeg met Tyson Gay in de gelederen tijdens de Spelen van Londen op de 4 × 100 m estafette had veroverd, terug te vorderen van de betreffende atleten. Dit betekende dat bronzenmedaillewinnaar Trinidad en Tobago opschoof naar de tweede plaats en alsnog die zilveren medailles uitgereikt zouden krijgen, terwijl de Franse ploeg hierdoor werd beloond met het brons.
Enkele maanden later slaagde Vicaut erin om tijdens de Meeting Areva in Parijs Christophe Lemaitre diens Franse record op de 100 m van 9,92 afhandig te maken. Achter winnaar Asafa Powell (9,81) werd Vicaut tweede in 9,86 (+1,3 m/s), niet alleen een verbetering van het nationale record met 0,06 seconde, maar tevens een evenaring van het Europese record van de Portugees Francis Obikwelu uit 2004.
Net als twee jaar eerder kon hij ook op de WK in Peking die lijn echter niet doortrekken. Weliswaar haalde de Fransman, in tegenstelling tot in Moskou, de finale van de 100 m deze keer wel, maar verder dan een achtste plaats in 10,0 kwam hij hierin niet, nadat hij eerder in zijn serie toch 9,92 had gelopen. Op de 4 × 100 m estafette werden de Fransen, met Vicaut in de gelederen, vijfde in 38,23.

### Opnieuw net niet
Vicaut begon 2016 sterk, door in juni opnieuw het Europese record te evenaren, en later die maand 9,88 te lopen. Hij kwam als favoriet naar de Europese kampioenschappen te Amsterdam. Hier kwalificeerde hij zich soepel naar de finale, maar kon daarin zijn verwachtingen niet waarmaken. Hij werd geklopt door Churandy Martina, die er voor thuispubliek met de titel vandoor ging. Vicaut moest genoegen nemen met het brons.
Tijdens de Olympische Spelen in Rio liep hij een sterke halve finale, en mocht in baan 5 beginnen in de finale. Maar weer was het geen succes voor hem. In 10,04 liep hij naar de zevende plek, ver verwijderd van de medailles.

## Titels
- Europees kampioen 4 × 100 m - 2010
- Europees indoorkampioen 60 m - 2013
- Frans kampioen 100 m - 2013, 2015, 2016
- Frans kampioen 200 m - 2016
- Frans indoorkampioen 60 m - 2013
- Europees juniorenkampioen 100 m - 2011
- Europees juniorenkampioen 4 × 100 m - 2011

## Persoonlijke records
Outdoor
| Onderdeel | Prestatie              | Datum       | Plaats |
| --------- | ---------------------- | ----------- | ------ |
| 100 m     | 9,86 s (+1,3 m/s) (ER) | 4 juli 2015 | Parijs |
| 200 m     | 20,30 s (+0,2 m/s)     | 6 juli 2013 | Parijs |

Indoor
| Onderdeel | Prestatie | Datum           | Plaats   |
| --------- | --------- | --------------- | -------- |
| 60 m      | 6,48 s    | 2 maart 2013    | Göteborg |
| 200 m     | 21,40 s   | 23 januari 2010 | Eaubonne |

## Palmares

### 60 m
- 2013:  Franse indoorkamp. - 6,53 s
- 2013:  EK indoor - 6,48 s

### 100 m
Kampioenschappen
- 2009: 7e WK voor B-junioren (U18) in Brixen - 10,89 s
- 2010:  WK U20 - 10,28 s
- 2011:  Franse kamp. - 10,07 s (+2,0 m/s)
- 2011:  EK U20 - 10,07 s
- 2011: 6e WK - 10,27 s
- 2012:  Franse kamp. - 10,05 s (+2,6 m/s)
- 2012:  EK - 10,12 s
- 2012: 6e in ½ fin. OS - 10,16 s
- 2013:  Franse kamp. - 9,95 s (+0,3 m/s)
- 2013: 3e in ½ fin. WK - 10,01 s
- 2014: DNS in ½ fin. EK (in serie 10,06 s)
- 2015:  Franse kamp. - 9,92 s (+0,7 m/s)
- 2015: 8e WK - 10,00 s (in serie 9,92 s)
- 2016:  EK - 10,08 s (0,0 m/s) (in ½ fin. 10,03 s)
- 2016: 7e OS - 10,04 s
- 2017: 6e WK - 10,08 s
- 2018: DNS fin. EK
- 2019: 7e in ½ fin. WK - 10,16 s
- 2021: 5e in ½ fin. OS - 10,11 s

Diamond League-podiumplaatsen
- 2013:  Golden Gala – 10,02 s
- 2013:  Herculis – 9,99 s
- 2014:  Prefontaine Classic – 9,89 s (+2,7 m/s)
- 2014:  Bislett Games – 10,04 s
- 2015:  Meeting Areva - 9,86 s (ER)
- 2016:  London Grand Prix - 10,02 s
- 2018:  Golden Gala – 10,02 s
- 2018:  Meeting de Paris - 9,91 s

### 200 m
- 2012:  Franse kamp. - 20,58 s (+0,5 m/s)
- 2013: 4e in ½ fin. WK - 20,51 s (in serie 20,50 s)
- 2015:  Franse kamp. - 20,42 s (+0,6 m/s)

### 4 × 100 m
- 2010:  EK - 38,11 s
- 2011:  EK U20 - 39,35 s
- 2011:  WK - 38,20 s
- 2011:  EK - 38,46 s[1]
- 2012:  OS - 38,16 s (na DQ Verenigde Staten)
- 2013: 6e in series WK - 38,97 s
- 2015: 5e WK - 38,23 s (in serie 37,88 s)
- 2016:  EK - 38,38 s
- 2017: 5e WK - 38,48 s
- 2019: 5e IAAF World Relays - 38,31 s
- 2019: DNF in fin. WK
- 2021: 4e in series OS - 38,18 s